# 胡纳比格兹
胡纳比格兹是冰岛西北区的市镇，由布倫迪歐斯和胡纳瓦斯雷皮尔两市镇合并而成。2022年2月时举行的投票中97.8%的布倫迪歐斯居民及62.3%的胡纳湖区居民赞成合并。合并在2022年3月的选举中完成。
胡纳比格兹在面积上及市镇内部的距离上为冰岛最大的市镇之一。市镇内有一座水电站。
2024年6月胡纳比格兹市镇90%的选民及斯卡加比格兹市镇75%的选民赞同两市镇的合并计划。2024年8月合并正式生效，合并后的市镇名为胡纳比格兹。胡纳比格兹市镇的领土进一步沿胡纳湾东岸向北扩展。